# Anaphes victus
Anaphes victus är en stekelart som beskrevs av Huber 1997. Anaphes victus ingår i släktet Anaphes och familjen dvärgsteklar. Inga underarter finns listade i Catalogue of Life.